# Trey Wilson
Pour les articles homonymes, voir Trey et Wilson.
Trey Wilson est un acteur américain né le 21 janvier 1948 à Houston au Texas et mort le 16 janvier 1989 à New York d'une hémorragie cérébrale.

## Filmographie

### Cinéma
- 1976 : Drive-In (en) de Rodney Amateau : Gifford
- 1977 : Three Warriors (en) de Kieth Merrill : Chuck
- 1978 : Vampire Hookers (en) de Cirio H. Santiago : Terry Wayne
- 1978 : Le Seigneur des anneaux de Ralph Bakshi : Aragorn
- 1980 : Three-Way Weekend : Creep
- 1984 : Les Saisons du cœur de Robert Benton : Texas Voice
- 1984 : A Soldier's Story de Norman Jewison : Colonel Nivens
- 1985 : Le Retour du Chinois : le camioneur
- 1985 : Marie : l'agent du FBI
- 1986 : F/X, effet de choc de Robert Mandel : Lieutenant Murdoch
- 1987 : Arizona Junior de Joel et Ethan Coen : Nathan Arizona
- 1987 : End of the Line : Shériff Maxie Howell
- 1988 : Une femme en péril : Lieutenant Sloan
- 1988 : Duo à trois : Skip
- 1988 : Veuve mais pas trop de Jonathan Demme : le directeur régional Franklin
- 1988 : Jumeaux : Beetroot McKinley
- 1989 : Miss Firecracker : Benjamin Drapper
- 1989 : Great Balls of Fire! : Sam Phillips
- 1989 : Welcome Home : Colonel Barnes

### Télévision
- 1978 : What Really Happened to the Class of '65? : Rich (1 épisode)
- 1978 : Dallas : Johnnie (1 épisode)
- 1980 : Big Blonde : The Playboy
- 1981 : Another World : Stu Massey (1 épisode)
- 1982 : ABC Afterschool Special : Shorty Rollins (1 épisode)
- 1983 : The News Is the News
- 1983 : Kennedy (en) : Kenneth O'Donnell (en)
- 1985 : Call to Glory : Interrogator (1 épisode)
- 1985 : Scandale à la une : Paul Brown
- 1985 : Robert Kennedy and His Times (en) : Jimmy Hoffa
- 1986-1987 : Spenser : Terry Vogel et Jack Weller (2 épisodes)
- 1987 : Equalizer : Peter Marstand (1 épisode)
- 1988 : Les Incorruptibles de Chicago : Sheriff Bo Cray (1 épisode)
- 1990 : New York, police judiciaire : Eddie Cosmatos (1 épisode)